# Dendrelaphis cyanochloris
Dendrelaphis cyanochloris – gatunek nadrzewnego węża z rodziny połozowatych (Colubridae), żyjącego w Azji Południowej i Południowo-Wschodniej.

## Systematyka
Zwierzęta te zalicza się do rodziny połozowatych, do której zaliczano je od dawna. Starsze źródła również umieszczają Dendrelaphis w tej samej rodzinie Colubridae, używając jednak dawnej polskojęzycznej nazwy: wężowate albo węże właściwe. Poza tym Colubridae zaliczają do infrapodrzędu Caenophidia, czyli węży wyższych. W obrębie rodziny rodzaj Dendrelaphis należy natomiast do podrodziny Ahaetuliinae.

## Rozmieszczenie geograficzne
Zasięg występowania Dendrelaphis cyanochloris obejmuje północno-wschodnie Indie, Bangladesz, Bhutan, Mjanmę, Tajlandię i część Malezji położoną na Półwyspie Malajskim.

## Ekologia
Jak inni przedstawiciele swego rodzaju Dendrelaphis, wiedzie nadrzewny tryb życia. Zamieszkuje lasy pierwotne i wtórne (dojrzałe) położone na nizinach. Jego siedliska nie sięgają ponad 1000 m n.p.m.

## Zagrożenia i ochrona
Nie ma poważnych zagrożeń dla tego gatunku, choć niekorzystnie oddziaływają nań rolnictwo i wyręb lasu.